# Janina Hurynowicz
Janina Hurynowicz (1894–1967) là bác sĩ y khoa, nhà sinh lý học thần kinh và nhà thần kinh học Ba Lan. Bà là tác giả của nhiều công trình nghiên cứu về chronaxie (thời trị) và ảnh hưởng của insulin đối với hệ thần kinh tự chủ. Bà là giáo sư tại Đại học Nicolaus Copernicus ở Toruń.

## Tiểu sử
Janina Hurynowicz sinh ngày 10 tháng 11 năm 1894 tại Krystynopol thuộc lãnh thổ của Khối thịnh vượng chung Ba Lan - Litva do Nga sáp nhập.
Năm 1911, bà tốt nghiệp trường trung học ở Vilnius (bây giờ là thủ đô Litva). Năm 1912, bà bắt đầu học y khoa tại Viện Y khoa Phụ nữ ở St.Petersburg, Nga, tốt nghiệp năm 1918.

### Chiến tranh Thế giới I
Trong giai đoạn 1918–1920, Hurynowicz nhập ngũ vào quân đội Ba Lan với tư cách là đại úy kiêm “bác sĩ phẫu thuật, nhà dịch tễ học và nhà thần kinh học tại các bệnh viện thời Nội chiến Nga”. Bà chỉ đạo bệnh viện dã chiến ở Siberie.
Khi những người Bolshevik chiến thắng trong cuộc chiến năm 1921, Hội Chữ thập đỏ đã sơ tán Hurynowicz cùng với các tù nhân chiến tranh khác qua Nhật Bản, Ấn Độ, Pháp và Đức, và cuối cùng là vùng Ba Lan độc lập.

### Đại học
Từ năm 1922–1933, Hurynowicz theo học tại Đại học Vilnius. Bà nhận bằng tiến sĩ với luận án Ảnh hưởng của insulin lên hệ thần kinh thực vật vào năm 1927. Bà đã dành khoảng thời gian 1927-1939 ở Paris trong nhiều cơ sở khoa học khác nhau để học và viết về phương pháp đo chronaxie khi kích thích hệ thống vận mạch ở người.

### Chiến tranh Thế giới II
Khi bắt đầu chiến tranh, bắt đầu từ năm 1939, Hurynowicz trở thành một thành viên tích cực của Chính phủ Ngầm Ba Lan, từng bị nhiều lần đối mặt với nguy cơ đe dọa tính mạng của mình.

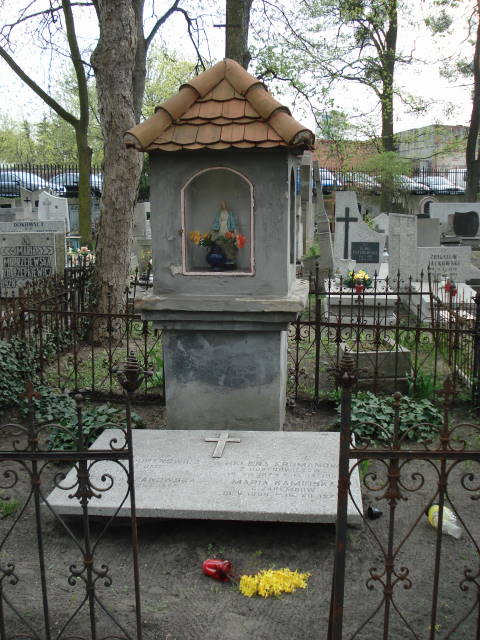
Bia mộ của Janina Hurynowicz tại Nghĩa trang St. George ở Toruń

Vào mùa hè năm 1945, sau khi sơ tán khỏi Vilnius, bà chuyển đến Toruń, đảm nhận vị trí phó giáo sư trưởng khoa Sinh lý thần kinh và Sinh lý học so sánh tại Đại học Nicolaus Copernicus. Năm 1949, bà được thăng chức giáo sư. Từ năm 1946, bà tham gia vào công việc tổ chức quản lý tại các chi nhánh mới thành lập trực thuộc Viện Vệ sinh Tâm thần ở Toruń và Bydgoszcz. Từ đó các phòng khám sức khỏe tâm thần được thành lập. Bà là giám đốc của một phòng khám ngoại trú ở Toruń cho đến năm 1954.
Hurynowicz nghỉ hưu ở tuổi 70 và từ trần ngày 2 tháng 10 năm 1967 tại Toruń. Thi hài bà được chôn cất tại Nghĩa trang St. George.

## Thành viên
Janina Hurynowicz là thành viên của:
- Hiệp hội Y khoa Torun (người sáng lập)[14]
- Hiệp hội các nhà thần kinh học Đức[14]
- Societé Philomatique[14]
- Association de la Langue Française[14]

## Các tác phẩm
- Chauchard, A. E., Chauchard, B., & Hurynowicz, J. (1927). Étude quantitative de l'action de l'ion calcium sur l'excitabilité de l'appareil sécrétoire, corde du tympan, glande sous-maxillaire.
- Hurynowicz, J. (1933). Über die normale und pathologische Chronaxie der vasomotorischen Nerven. Pogoń.
- Hurynowicz, J. (1947). L'influence de certaines substances narcotiques... Wydział Nauki M-stwa Oświaty.
- Hurynowicz, J. (1952). The Vestibular System of the Rabbit in Fatigue. Bulletin de la Societe des amis des sciences et des lettres de Poznan. Seria C: Medecine, 3(3), 17-34.